# 蛇夫座RS
蛇夫座RS（RS Oph）是在蛇夫座距離地球大約5,000光年的一顆新星，它在寧靜階段的視星等大約12.5等，曾在1898年、1933年、1958年、1967年、1985、2006年爆發，平均亮度達到5等。大約每20年，從紅巨星吸積在白矮星的材料就足以在表面產生熱核爆炸。白矮星在紅巨星擴張的大氣層內循著軌道運行，以吸積盤集聚紅巨星的大氣至白矮星。

## 新星
下表列出1898年以來的新星爆發紀錄
| 爆發年度 | 間隔時間（年） |
| -------- | -------------- |
| 1898年   | -              |
| 1907年   | 9              |
| 1933年   | 26             |
| 1945年   | 12             |
| 1958年   | 13             |
| 1967年   | 9              |
| 1985年   | 18             |
| 2006年   | 21             |
| 2021年   | 15             |

### 1898年
他在1898年的爆發，事實上未被發現，而是在發生幾年之後才被注意到。威廉敏娜·弗萊明在亨利·德雷珀的紀念相簿中發現一顆光譜類似新星的恆星，並在1904年宣布這是一顆潛在的新星。這個判斷在1905年被愛德華·皮克林證實，之後安妮·坎農認定蛇夫座RS可能在1898年達到最大亮度。

### 1907年
雖然1907年在爆發期間的噴發沒有被觀測到，但從觀測檔案中量測的亮度下降表明，蛇夫座RS在1907年初被陽光遮蔽的那段時間，曾經經歷了一次噴發。

### 1933年
1933年的爆發是在義大利波洛尼亞的Eppe Loreta最先發現的。Loreta在觀察蛇夫座Y時，注意到在蛇夫座Y西南50弧分有一顆亮星，對這個亮星的光度偵測，得到了蛇夫座RS第二次爆發的紀錄。幾天之後，Leslie Peltier（P）在對變星做例行的檢查時也獨立的發現這顆新星。

### 1945年
由於在峰值亮度期間受到太陽的遮擋，1945年的爆發也是根據噴發後的檔案數據推斷出來的。因為觀察到了噴發的尾聲階段，使這次比1907年更為確定。

### 1958年
1958年的爆發是佛羅里達長木鄉的Cyrus Fernald發現的，Fernald在1958年7月的月報表中總共有345個觀測，並在註記中寫道"在這個月中對蛇夫座RS的觀測並不好（總計19次），當這顆星變暗淡時顏色的變化是很有趣的，第一晚他的顏色是紅中帶黃色，然後變成黃中帶紅色，等等。最後的觀測是我看見過最紅的恆星。"Fernald認為緋紅色顏色是因為有很強的Hα譜線在爆發後的數天接著輻射出來。

### 1967年
1967年的爆發再度是Cyrus Fernald（FE）首先偵測到的，但是相信他未能在早期的最大光度時觀測到。同一天的夜晚，在德國漢堡的Dr. Max Beyer (BY)觀測到它的光度是6等。由於有6小時的時差，因此相信Dr. Beyer是第一個提出報告的觀測者。

### 1985年
在1985年1月，加拿大安大略彼德波羅的沃倫·莫里森發現蛇夫座RS再度爆發，最大亮度達到5.4等。

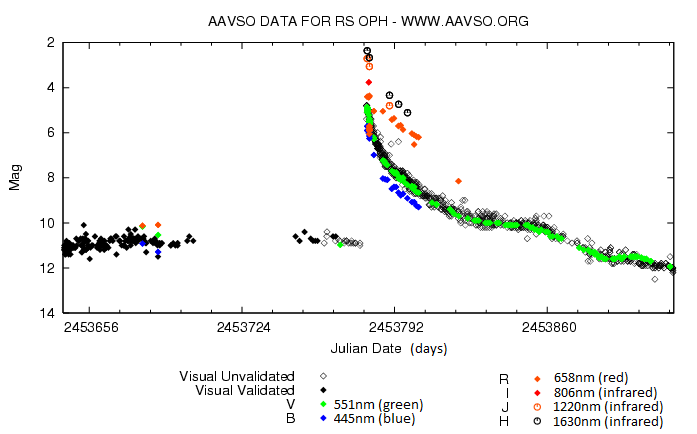
AAVSO紀錄的蛇夫座RS在2006年爆發時的光度曲線。不同的顏色代表不同光度計的帶通。

### 2006年
在2006年2月12日一次新的爆發發生，光度達到4.5等，並利用這次機會進行了不同波長的觀測。

### 2021年
2021年8月8日，費米伽馬射線空間望遠鏡證實了K. Geary關於蛇夫座RS爆發的可見光觀測，估計視星等為5.0等。第二天，它達到了視覺强度的峰值，約為4.6等。

## 註解
1. ↑  Izumi Hachisu and Mariko Kato, "A Theoretical Light-Curve Model for the 1985 Outburst of RS Ophiuchi", ApJ 536(2000), p. L93; Online abstract[]
2. ↑  Mariko Kato, "Theoretical light curve for the recurrent nova RS Ophiuchi - Determination of the white dwarf mass, composition, and distance", ApJ 369(1991), p. 471; Online abstract
3. ↑  Schaefer, B. E. . IAU Circular. August 2004, 8396  [24 May 2015]. （原始内容存档于2022-04-05）.
4. ↑  Schaefer 2010，第312頁
5. ↑  Schaefer 2010，第313頁
6. ↑  Bode, MF; O'Brien, TJ; Osborne, JP; Page, KL; Senziani, F; Skinner, GK; Starrfield, S; Ness, J-U; Drake, JJ; Schwarz, G; Beardmore, AP; Darnley, MJ; Eyres, SPS; Evans, A; Gehrels, N; Goad, MR; Jean, P; Krautter, J and Novara, G.  (abstract). The Astrophysical Journal. 2006, 652 (1): 629–635  [2008-09-16]. doi:10.1086/507980. [永久]
7. ↑  Monnier, JD; Barry, RK; Traub, WA; Lane, BF; Akeson, RL; Ragland, S; Schuller, PA; Le Coroller, H; Berger, JP; Millan-Gabet, R; Pedretti, E; Schloerb, FP; Koresko, C; Carleton, NP; Lacasse, MG; Kern, P; Malbet, F; Perraut, K; Kuchner, MJ; and Muterspaugh, MW. . The Astrophysical Journal Letters. 2006, 647 (2): L127–L130  [2008-09-16]. doi:10.1086/507584. [永久]
8. ↑  . ooruri.kusastro.kyoto-u.ac.jp.   [2021-08-09]. （原始内容存档于2022-03-31）.
9. ↑  . ATel.   [2021-08-09]. （原始内容存档于2022-06-12）.

## 延伸讀物
- Sokoloski, J. L.; J. G. M. Luna, K. Mukai and Scott J. Kenyon. . Nature. 20 July 2006, 442: 276–278. doi:10.1038/nature04893.  （First paragraph （页面存档备份，存于）; Editor's summary （页面存档备份，存于））
- O'Brien, T. J.; M. F. Bode, R. W. Porcas, T. W. B. Muxlow, S. P. S. Eyres, R. J. Beswick, S. T. Garrington, R. J. Davis and A. Evans. . Nature. 20 July 2006, 442: 279–281. doi:10.1038/nature04949.  （First paragraph （页面存档备份，存于）; Editor's summary （页面存档备份，存于））

## 外部連結
- SIMBAD: HD 162214 -- Symbiotic Star
- AAVSO alert on 2006 eruption
- Sky and Telescope: RS Ophiuchi in Rare Outburst
- Variable Star Of The Month: RS Ophiuchi
- Jodrell Bank/MERLIN's first radio image of the blast wave and initial data （页面存档备份，存于）
- Entry at （页面存档备份，存于） 每日一天文圖
- Entry in the （页面存档备份，存于） Variable Star Index
- Astronomers See Future Supernova Developing （页面存档备份，存于）（SpaceDaily）July 25, 2006

### 新聞報導
- Britt, Robert Roy. . Space.com. 6 April 2006, 12:00 ET  [2009-03-29]. （原始内容存档于2010-12-17）.
- Amos, Jonathan. . BBC News. 7 April 2006  [2009-03-29]. （原始内容存档于2021-02-26）.
- Berardelli, Phil. . Space Daily. 10 April 2006  [2009-03-29]. （原始内容存档于2021-02-12）.
- Than, Ker. . Space.com. 19 July 2006, 13:00 ET  [2009-03-29]. （原始内容存档于2010-05-28）.
- . Max-Planck-Gesellschaft via Science Daily. 20 July 2006  [2009-03-29]. （原始内容存档于2016-03-06）.
- Cain, Fraser. . Universe Today. 24 July 2006  [2009-03-29]. （原始内容存档于2009-08-02）.